# Amadina
Amadina este un gen de cinteze estrildide care se găsesc în Africa.

## Taxonomie
Genul Amadina a fost introdus în 1827 de naturalistul englez William John Swainson, specia tip fiind Amadina fasciata. Numele Amadina este un diminutiv corupt al numelui genului Ammodramus, genul mai multor vrăbii americane. Swainson a considerat că cinteza fasciata formează o legătură între acest gen și genul Estrilda și a creat numele pentru a reflecta această legătură.

### Specii
Genul conține două specii:
- Amadina fasciata
- Amadina erythrocephala – cinteză cu cap roșu